# Гемкі
Ге́мкі — гірська вершина у східній частині Великого Кавказу. Знаходиться на півночі Азербайджану.